# Lidköping (stad)
Lidköping is de hoofdstad van de gemeente Lidköping in het landschap Västergötland en de provincie Västra Götalands län in Zweden. De plaats heeft 24.941 inwoners (2005) en een oppervlakte van 1495 hectare. De stad ligt aan het Vänermeer. De rivier Lidan loopt door de stad. Lidköping is gelegen in een vlak en agrarisch gedomineerd gebied.

## Verkeer en vervoer
Bij de plaats lopen de Riksväg 44, Länsväg 184 en Länsväg 187.
De plaats heeft een station aan de spoorlijnen Håkantorp - Lidköping, Forshem - Lidköping, Lidköping - Stenstorp (opgebroken) en Göteborg - Gårdsjö / Gullspång.

## Sport
- Villa Lidköping BK

## Geboren
- Gunnar Wennerberg (1817-1901), dichter, componist en politicus
- Helge Bäckander (1891-1958), turner
- Roland Anderson (1935), beeldhouwer

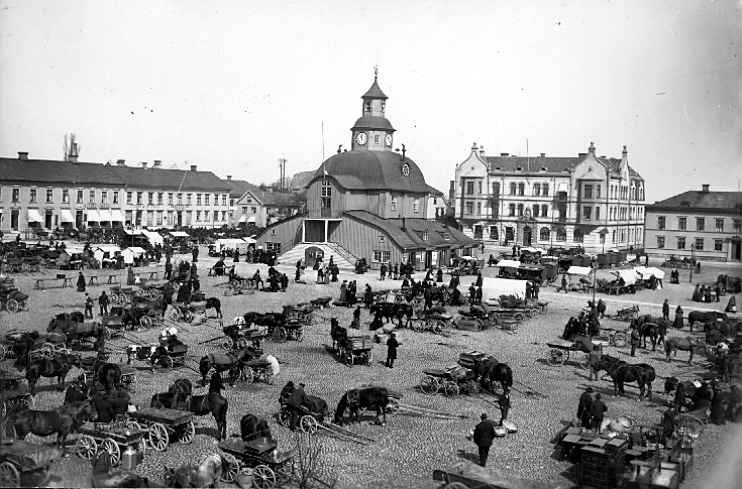
Het plein van de nieuwe stad, omstreeks 1920

- Anders Järryd (1961), tennisser
- Linda Sundblad (1981), zangeres